# Chrysobothris igai
Chrysobothris igai es una especie de escarabajo del género Chrysobothris, familia Buprestidae. Fue descrita científicamente por Kurosawa en 1948.